# Latilly
Latilly es una comuna francesa situada en el departamento de Aisne, de la región de Alta Francia.

## Geografía
Está ubicada a 25 km al sur de Soissons.

## Demografía
| 181 | 186 | 145 | 135 | 179 | 179 | 211 | 214 |
| Para los censos de 1962 a 1999 la población legal corresponde a la población sin duplicidades (Fuente: INSEE [Consultar]) |     |     |     |     |     |     |     |